# جو فنتون
جو فنتون (بالإنجليزية: Joe Fenton)‏ هو مصمم وفنان بريطاني، ولد في 17 ديسمبر 1971 في لندن في المملكة المتحدة.

## وصلات خارجية
- الموقع الرسمي